# 広島県の廃止鉄道駅一覧
広島県の廃止鉄道駅一覧（ひろしまけんのはいしてつどうえきのいちらん）は日本の広島県にかつて存在した鉄道駅（廃駅）を廃止年代順に並べた一覧である。一覧は廃止日順に掲載し、廃止日が同じ場合は五十音順に並べている。また、路線名は廃止当時のものではなく、現在のもの若しくは路線自体が廃止された時の最終的な路線名を掲載している。

## 1800年代

### 1880年代
| 駅名     | 読み         | 廃止年月日 | 路線                     |
| -------- | ------------ | ---------- | ------------------------ |
| 宇品港駅 | うじなこう   | 1888年7月  | 軽便汽車（正式名称不明） |
| 新長橋駅 | しんながばし | 1888年7月  | 軽便汽車（正式名称不明） |

## 1900年代

### 1910年代
| 駅名             | 読み     | 廃止年月日   | 路線   |
| ---------------- | -------- | ------------ | ------ |
| 浜崎仮乗降場     | はまざき | 1914年5月1日 | 呉線   |
| 丹那簡易停車場   | たんな   | 1919年8月1日 | 宇品線 |
| 比治山簡易停車場 | ひじやま | 1919年8月1日 | 宇品線 |

### 1920年代
| 駅名       | 読み     | 廃止年月日    | 路線   |
| ---------- | -------- | ------------- | ------ |
| 粟屋停留場 | あわや   | 1922年6月7日  | 芸備線 |
| 松原停留場 | まつばら | 1928年11月9日 | 可部線 |
| 古市停留場 | ふるいち | 1929年8月10日 | 可部線 |

### 1930年代
| 駅名               | 読み                         | 廃止年月日     | 路線         |
| ------------------ | ---------------------------- | -------------- | ------------ |
| 地御前海岸仮停留場 | じごぜんかいがん             | 1930年         | 広電宮島線   |
| 鹿田停留場         | しかた                       | 1930年3月1日   | 呉市電市内線 |
| 東霞町一丁目停留場 | ひがしかすみまちいっちょうめ | 1930年3月1日   | 呉市電市内線 |
| 東霞町三丁目停留場 | ひがしかすみまちさんちょうめ | 1930年3月1日   | 呉市電市内線 |
| 東霞町二丁目停留場 | ひがしかすみまちにちょうめ   | 1930年3月1日   | 呉市電市内線 |
| 東霞町四丁目停留場 | ひがしかすみまちよんちょうめ | 1930年3月1日   | 呉市電市内線 |
| 東本通一丁目停留場 | ひがしほんどおりいっちょうめ | 1930年3月1日   | 呉市電市内線 |
| 正戸山臨時乗降場   | しょうとやま                 | 1930年11月14日 | 福塩線       |
| 新宮島駅           | しんみやじま                 | 1931年2月1日   | 広電宮島線   |
| 大河地蔵前停留場   | おおこうじぞうまえ           | 1931年11月29日 | 宇品線       |
| 太田川橋東詰駅     | おおたがわばしひがしづめ     | 1933年7月20日  | 可部線       |
| 下原駅             | しもはら                     | 1934年3月15日  | 芸備線       |
| 備後木戸駅         | びんごきど                   | 1934年3月15日  | 芸備線       |
| 隅ノ浜駅           | すみのはま                   | 1935年12月1日  | 広電宮島線   |
| 胡町駅             | えびすまち                   | 1935年12月14日 | 福塩線       |
| 吉津駅             | よしづ                       | 1935年12月14日 | 福塩線       |
| 両備福山駅         | りょうびふくやま             | 1935年12月14日 | 福塩線       |
| 東広島駅           | ひがしひろしま               | 1937年7月1日   | 芸備線       |
| 福永臨時停留場     | ふくなが                     | 1937年7月1日   | 芸備線       |

### 1940年代
| 駅名           | 読み           | 廃止年月日    | 路線           |
| -------------- | -------------- | ------------- | -------------- |
| 青河駅         | あおが         | 1941年8月10日 | 芸備線         |
| 安芸戸島駅     | あきとしま     | 1941年8月10日 | 芸備線         |
| 安芸小田駅     | あきおだ       | 1941年8月10日 | 芸備線         |
| 安芸中山駅     | あきなかやま   | 1941年8月10日 | 芸備線         |
| 石ヶ原駅       | いしがはら     | 1941年8月10日 | 芸備線         |
| 弥谷駅         | いやだに       | 1941年8月10日 | 芸備線         |
| 下長田駅       | しもながた     | 1941年8月10日 | 芸備線         |
| 呉駅前停留場   | くれえきまえ   | 1943年4月30日 | 呉市電駅前支線 |
| 安芸愛宕駅     | あきあたご     | 1943年10月1日 | 宇品線         |
| 安芸山本駅     | あきやまもと   | 1943年10月1日 | 可部線         |
| 上大河駅       | かみおうこう   | 1943年10月1日 | 宇品線         |
| 祇園駅         | ぎおん         | 1943年10月1日 | 可部線         |
| 七軒屋駅       | しちげんや     | 1943年10月1日 | 可部線         |
| 下丹那駅       | しもたんな     | 1943年10月1日 | 宇品線         |
| 新庄橋駅       | しんじょうばし | 1943年10月1日 | 可部線         |
| 中八木駅       | なかやぎ       | 1943年10月1日 | 可部線         |
| 東段原駅       | ひがしだんばら | 1943年10月1日 | 宇品線         |
| 安駅           | やす           | 1943年10月1日 | 可部線         |
| 上舟入停留場   | かみふないり   | 1944年6月10日 | 広島電鉄江波線 |
| 泉邸前停留場   | いずみていまえ | 1945年8月6日  | 広島電鉄白島線 |
| 聯隊区前停留場 | れんたいくまえ | 1945年8月6日  | 広島電鉄白島線 |

### 1950年代
| 駅名               | 読み                         | 廃止年月日    | 路線           |
| ------------------ | ---------------------------- | ------------- | -------------- |
| 鉄道局前停留場     | てつどうきょくまえ           | 1951年        | 広島電鉄宇品線 |
| 葛城駅             | かつらぎ                     | 1954年3月1日  | 鞆鉄道線       |
| 金崎駅             | かなざき                     | 1954年3月1日  | 鞆鉄道線       |
| 草戸稲荷駅         | くさどいなり                 | 1954年3月1日  | 鞆鉄道線       |
| 三ノ丸駅           | さんのまる                   | 1954年3月1日  | 鞆鉄道線       |
| 田尻村駅           | たじりむら                   | 1954年3月1日  | 鞆鉄道線       |
| 鞆駅               | とも                         | 1954年3月1日  | 鞆鉄道線       |
| 野上駅             | のがみ                       | 1954年3月1日  | 鞆鉄道線       |
| 半坂駅             | はんざか                     | 1954年3月1日  | 鞆鉄道線       |
| 水呑駅             | みのみ                       | 1954年3月1日  | 鞆鉄道線       |
| 水呑薬師駅         | みのみやくし                 | 1954年3月1日  | 鞆鉄道線       |
| 妙見駅             | みょうけん                   | 1954年3月1日  | 鞆鉄道線       |
| 西本通三丁目停留場 | にしほんどおりさんちょうめ   | 1954年7月10日 | 呉市電市内線   |
| 舟入百米道路停留場 | ふないりひゃくめーとるどうろ | 1955年8月8日  | 広島電鉄江波線 |
| 市駅               | いち                         | 1957年2月1日  | 尾道鉄道線     |
| 西校上駅           | にしこううえ                 | 1957年2月1日  | 尾道鉄道線     |
| 畑駅               | はたけ                       | 1957年2月1日  | 尾道鉄道線     |
| 諸原駅             | もろはら                     | 1957年2月1日  | 尾道鉄道線     |

### 1960年代
| 駅名               | 読み                         | 廃止年月日     | 路線                 |
| ------------------ | ---------------------------- | -------------- | -------------------- |
| 福島病院前停留場   | ふくしまびょういんまえ       | 1961年         | 広島電鉄本線         |
| 青山病院前駅       | あおやまびょういんまえ       | 1964年6月2日   | 尾道鉄道線           |
| 石畦駅             | いしぐろ                     | 1964年6月2日   | 尾道鉄道線           |
| 尾道高校下駅       | おのみちこうこうした         | 1964年6月2日   | 尾道鉄道線           |
| 木頃本郷駅         | きごろほんごう               | 1964年6月2日   | 尾道鉄道線           |
| 木梨口駅           | きなしぐち                   | 1964年6月2日   | 尾道鉄道線           |
| 御所橋駅           | ごしょばし                   | 1964年6月2日   | 尾道鉄道線           |
| 三美園駅           | さんびえん                   | 1964年6月2日   | 尾道鉄道線           |
| 地方事務所裏駅     | ちほうじむしょうら           | 1964年6月2日   | 尾道鉄道線           |
| 西尾道駅           | にしおのみち                 | 1964年6月2日   | 尾道鉄道線           |
| 三成駅             | みなり                       | 1964年6月2日   | 尾道鉄道線           |
| 宮ノ前駅           | みやのまえ                   | 1964年6月2日   | 尾道鉄道線           |
| 遊亀橋駅           | ゆうきばし                   | 1964年6月2日   | 尾道鉄道線           |
| 宇品駅             | うじな                       | 1966年12月20日 | 宇品線               |
| 下大河駅           | しもおうこう                 | 1966年12月20日 | 宇品線               |
| 丹那駅             | たんな                       | 1966年12月20日 | 宇品線               |
| 鉄炮町停留場       | てっぽうちょう               | 1967年         | 広島電鉄白島線       |
| 安芸浜崎仮停車場   | あきはまざき                 | 1967年8月1日   | 呉線                 |
| 狩留賀浜仮停車場   | かるがはま                   | 1967年8月1日   | 呉線                 |
| 阿賀駅前停留場     | あがえきまえ                 | 1967年12月18日 | 呉市電郊外線         |
| 岩樋停留場         | いわとい                     | 1967年12月18日 | 呉市電長浜線         |
| 海岸通停留場       | かいがんどおり               | 1967年12月18日 | 呉市電郊外線         |
| 川原石停留場       | かわらいし                   | 1967年12月18日 | 呉市電市内線         |
| 呉駅前停留場       | くれえきまえ                 | 1967年12月18日 | 呉市電市内線         |
| 呉越停留場         | くれごえ                     | 1967年12月18日 | 呉市電郊外線         |
| 呉陸橋停留場       | くれりっきょう               | 1967年12月18日 | 呉市電市内線         |
| 郷停留場           | ごう                         | 1967年12月18日 | 呉市電郊外線         |
| 先小倉停留場       | さきおぐら                   | 1967年12月18日 | 呉市電郊外線         |
| 中央桟橋通停留場   | ちゅうおうさんばしどおり     | 1967年12月18日 | 呉市電市内線         |
| 津久茂停留場       | つくも                       | 1967年12月18日 | 呉市電長浜線         |
| 中通三丁目停留場   | なかどおりさんちょうめ       | 1967年12月18日 | 呉市電市内線         |
| 中畑停留場         | なかはた？                   | 1967年12月18日 | 呉市電郊外線         |
| 長浜停留場         | ながはま                     | 1967年12月18日 | 呉市電長浜線         |
| 二級橋停留場       | にきゅうばし                 | 1967年12月18日 | 呉市電郊外線         |
| 西本通六丁目停留場 | にしほんどおりろくちょうめ   | 1967年12月18日 | 呉市電市内線         |
| 畑停留場           | はた？                       | 1967年12月18日 | 呉市電郊外線         |
| 原停留場           | はら                         | 1967年12月18日 | 呉市電郊外線         |
| 広大橋停留場       | ひろおおはし                 | 1967年12月18日 | 呉市電郊外線         |
| 広交叉点停留場     | ひろこうさてん               | 1967年12月18日 | 呉市電郊外線・長浜線 |
| 広支所前停留場     | ひろししょまえ               | 1967年12月18日 | 呉市電郊外線         |
| 本通七丁目停留場   | ほんどおりななちょうめ       | 1967年12月18日 | 呉市電市内線         |
| 本通九丁目停留場   | ほんどおりきゅうちょうめ     | 1967年12月18日 | 呉市電市内線・郊外線 |
| 本通十一丁目停留場 | ほんどおりじゅういちちょうめ | 1967年12月18日 | 呉市電郊外線         |
| 本通十三丁目停留場 | ほんどおりじゅうさんちょうめ | 1967年12月18日 | 呉市電郊外線         |
| 本通十五丁目停留場 | ほんどおりじゅうごちょうめ   | 1967年12月18日 | 呉市電郊外線         |
| 四ツ道路停留場     | よつどうろ                   | 1967年12月18日 | 呉市電市内線         |

### 1970年代
| 駅名     | 読み           | 廃止年月日   | 路線   |
| -------- | -------------- | ------------ | ------ |
| 大須口駅 | おおずぐち     | 1972年4月1日 | 宇品線 |
| 上大河駅 | かみおうこう   | 1972年4月1日 | 宇品線 |
| 南段原駅 | みなみだんばら | 1972年4月1日 | 宇品線 |

### 1980年代
| 駅名     | 読み       | 廃止年月日    | 路線   |
| -------- | ---------- | ------------- | ------ |
| 八田原駅 | はったばら | 1989年4月20日 | 福塩線 |

## 2000年代

### 2000年代
| 駅名               | 読み                       | 廃止年月日    | 路線           |
| ------------------ | -------------------------- | ------------- | -------------- |
| 競輪場前入口停留場 | けいりんじょうまえいりぐち | 2002年8月31日 | 広島電鉄宇品線 |
| 安芸飯室駅         | あきいむろ                 | 2003年12月1日 | 可部線         |
| 安芸亀山駅         | あきかめやま               | 2003年12月1日 | 可部線         |
| 今井田駅           | いまいだ                   | 2003年12月1日 | 可部線         |
| 小河内駅           | おがうち                   | 2003年12月1日 | 可部線         |
| 香草駅             | かぐさ                     | 2003年12月1日 | 可部線         |
| 加計駅             | かけ                       | 2003年12月1日 | 可部線         |
| 上殿駅             | かみとの                   | 2003年12月1日 | 可部線         |
| 毛木駅             | けぎ                       | 2003年12月1日 | 可部線         |
| 三段峡駅           | さんだんきょう             | 2003年12月1日 | 可部線         |
| 田之尻駅           | たのしり                   | 2003年12月1日 | 可部線         |
| 筒賀駅             | つつが                     | 2003年12月1日 | 可部線         |
| 津浪駅             | つなみ                     | 2003年12月1日 | 可部線         |
| 坪野駅             | つぼの                     | 2003年12月1日 | 可部線         |
| 土居駅             | どい                       | 2003年12月1日 | 可部線         |
| 戸河内駅           | とごうち                   | 2003年12月1日 | 可部線         |
| 殿賀駅             | とのが                     | 2003年12月1日 | 可部線         |
| 布駅               | ぬの                       | 2003年12月1日 | 可部線         |
| 水内駅             | みのち                     | 2003年12月1日 | 可部線         |
| 安野駅             | やすの                     | 2003年12月1日 | 可部線         |

### 2010年代
| 駅名     | 読み       | 廃止年月日   | 路線   |
| -------- | ---------- | ------------ | ------ |
| 粟屋駅   | あわや     | 2018年4月1日 | 三江線 |
| 尾関山駅 | おぜきやま | 2018年4月1日 | 三江線 |
| 香淀駅   | こうよど   | 2018年4月1日 | 三江線 |
| 式敷駅   | しきじき   | 2018年4月1日 | 三江線 |
| 所木駅   | ところぎ   | 2018年4月1日 | 三江線 |
| 長谷駅   | ながたに   | 2018年4月1日 | 三江線 |
| 信木駅   | のぶき     | 2018年4月1日 | 三江線 |
| 船佐駅   | ふなさ     | 2018年4月1日 | 三江線 |

### 2020年代
| 駅名           | 読み               | 廃止年月日   | 路線         |
| -------------- | ------------------ | ------------ | ------------ |
| みどり口駅     | みどりぐち         | 2024年5月1日 | スカイレール |
| みどり中央駅   | みどりちゅうおう   | 2024年5月1日 | スカイレール |
| みどり中街駅   | みどりなかまち     | 2024年5月1日 | スカイレール |
| 猿猴橋町停留場 | えんこうばしちょう | 2025年8月2日 | 広島電鉄本線 |